# Dançando
Dançando è un brano musicale della cantante brasiliana Ivete Sangalo, inserito nell' edizione speciale dell'album Real Fantasia, il suo nono album in studio.
Il singolo è un remake di un brano già noto della Sangalo che vede la collaborazione della cantante colombiana Shakira; la stessa Ivete aveva annunciato una collaborazione con la cantante colombiana attraverso il suo profilo Twitter.
Il brano è stato reso disponibile su iTunes il 9 ottobre 2012.